# Каботегравир
Каботегравир (торговая марка Vocabria) — антиретровирусный препарат для лечения ВИЧ/СПИДа у взрослых. Доступен в форме таблеток и в виде внутримышечной инъекции, а также в виде инъекционной комбинации с рилпивирином под торговой маркой Cabenuva. Лекарственные формы для инъекций применяются один раз в месяц либо один раз в два месяца.
Это ингибитор интегразы со структурой карбамоилпиридона, аналогичной структуре долутегравира.

## Медицинское использование
Каботегравир в комбинации с рилпивирином показан для лечения ВИЧ-1 у взрослых. Таблетки используются для проверки переносимости пациентом лечения до начала инъекционной терапии. Эти два препарата являются первыми антиретровирусными препаратами в форме инъекций длительного действия. Это означает, что вместо ежедневных таблеток люди получают внутримышечные инъекции ежемесячно или каждые два месяца.

## Противопоказания и взаимодействия
Каботегравир нельзя сочетать со следующими препаратами: рифампицин, рифапентин, карбамазепин, окскарбазепин, фенитоин или фенобарбитал, которые индуцируют фермент UGT1A1. Эти препараты значительно снижают концентрацию каботегравира в организме и, таким образом, могут снизить его эффективность. Кроме того, они индуцируют фермент CYP3A4, что приводит к снижению концентрации рилпивирина в организме.

## Побочные эффекты
Наиболее частыми побочными эффектами инъекционной комбинированной терапии с рилпивирином являются реакции в месте инъекции (у 84% пациентов), такие как боль и отек, а также головная боль (до 12%) и лихорадка или ощущение жара (у 10% пациентов). Что касается таблеток, то головная боль и чувство жара наблюдались несколько реже. Менее распространенными побочными эффектами (менее 10%) для обоих препаратов являются депрессивные расстройства, бессонница и сыпь.

## Фармакология

### Механизм действия
Каботегравир — ингибитор переноса цепи интегразы. Это означает, что он блокирует фермент интегразу вируса HI, тем самым предотвращая интеграцию его генома в ДНК клеток человека. Поскольку это необходимый шаг для репликации вируса, его дальнейшее распространение затруднено.

## Фармакокинетика

Глюкуронид каботегравира, основной метаболит в желчи и моче человека

При приеме внутрь каботегравир достигает наивысшего уровня в плазме крови через три часа. Прием препарата вместе с пищей незначительно увеличивает его концентрацию в крови, но это не имеет клинического значения. После инъекции в мышцу каботегравир медленно всасывается в кровоток, достигая наивысшего уровня в плазме крови примерно через семь дней.
Более 99% вещества связывается с белками плазмы. Препарат инактивируется в организме путем глюкуронизации, главным образом ферментом UGT1A1 и в гораздо меньшей степени UGT1A9. Однако более 90% циркулирующего вещества составляет неизмененный каботегравир. Биологический период полувыведения составляет 41 час для таблеток и от 5.6 до 11.5 недель для инъекций.
Выведение изучается только при пероральном приеме: большая часть препарата выводится с фекалиями в неизмененном виде (47%). Неизвестно, сколько из этого количества поступает с желчью, а какое не абсорбировалось изначально (На самом деле желчь содержит глюкуронид, но он может снова расщепляться в просвете кишечника, чтобы дать исходное вещество, которое наблюдается в фекалиях). В меньшей степени он выводится с мочой (27%), почти исключительно в виде глюкуронида.

### Фармакогеномика
У слабых метаболизаторов UGT1A1 концентрация каботегравира в организме увеличивается в 1,3—1,5 раза. Это не считается клинически значимым.

## Химия
Каботегравир представляет собой кристаллический порошок от белого до почти белого цвета, который практически нерастворим в водных растворах при pH 9 и мало растворим при более высоких значениях pH 10. Каботегравир слабокислый с pKa 7,7 для еноловой кислоты и 1,1 (подсчитано) для карбоксамида. В молекуле два асимметричных атома углерода; в лекарстве присутствует только одна из четырех возможных конфигураций.

### Формулировка
В исследованиях вещество упаковано в наночастицы (GSK744LAP), обеспечивающие биологический период полураспада от 21 до 50 дней после однократной дозы. Продаваемый препарат для инъекций достигает своего длительного периода полужизни не за счет наночастиц, а за счет суспензии свободной кислоты каботегравира. Таблетки содержат натриевую соль каботегравира .

## История
Каботегравир был исследован в клинических испытаниях HPTN 083 и HPTN 084. В 2020 году «Комитет по лекарственным препаратам для человека» (CHMP) Европейского агентства лекарственных средств (EMA) принял положительное заключение, рекомендуя предоставить разрешение на продажу лекарственного препарата Vocabria, предназначенного для лечения инфекции ВИЧ-1 в сочетании с инъекцией рилпивирина The EMA also recommended marketing authorization be given for rilpivirine and cabotegravir injections to be used together for the treatment of people with HIV-1 infection.. EMA также рекомендовало выдать разрешение на продажу инъекций рилпивирина и каботегравира для совместного использования для лечения людей с ВИЧ-1-инфекцией.

## Общество и культура

### Имена
Каботегравир — это название, принятое в США (USAN), и международное непатентованное название (INN).

## Исследования

### Предэкспозиционная профилактика
В 2020 году были опубликованы результаты некоторых исследований, которые показали успех использования инъекционного каботегравира для пролонгированной предэкспозиционной профилактики (ПрЭП) с большей эффективностью, чем комбинация эмтрицитабин/тенофовир, широко применяемая в то время для ПрЭП.